# 聖路易紅雀
聖路易紅雀（英語：Saint Louis Cardinals；縮寫為「STL」），是美國職棒大聯盟中，隸屬於國家聯盟的棒球隊伍之一。主場位於密蘇里州的聖路易。在國家聯盟的分區中，屬於國家聯盟中區。他們總計共獲得11次世界大賽冠軍，是國聯獲得最多冠軍的球隊。在大聯盟所有球隊中，僅次於紐約洋基（獲得27次世界大賽冠軍）。球隊的顯明標誌兼吉祥物為美國七個州（伊利諾州、印第安納州、肯塔基州、北卡羅來納州、俄亥俄州、維吉尼亞州和西維吉尼亞州）的州鳥北美紅雀。
紅雀最早是創立於1882年，當時隸屬的聯盟為美國協會，球隊取名為聖路易棕長襪（Saint Louis Brown Stockings），之後在1892年加入國家聯盟，並在1900年改為現名。紅雀現所使用的主場為布希體育場（Busch Stadium），於2006年開始啟用，在啟用的第1年，紅雀便奪下該年的世界大賽冠軍，上一次在主場啟用第1年便奪下世界大賽冠軍的是1923年的洋基（最近一次是2009年的洋基體育場）。

## 歷史

### 創立

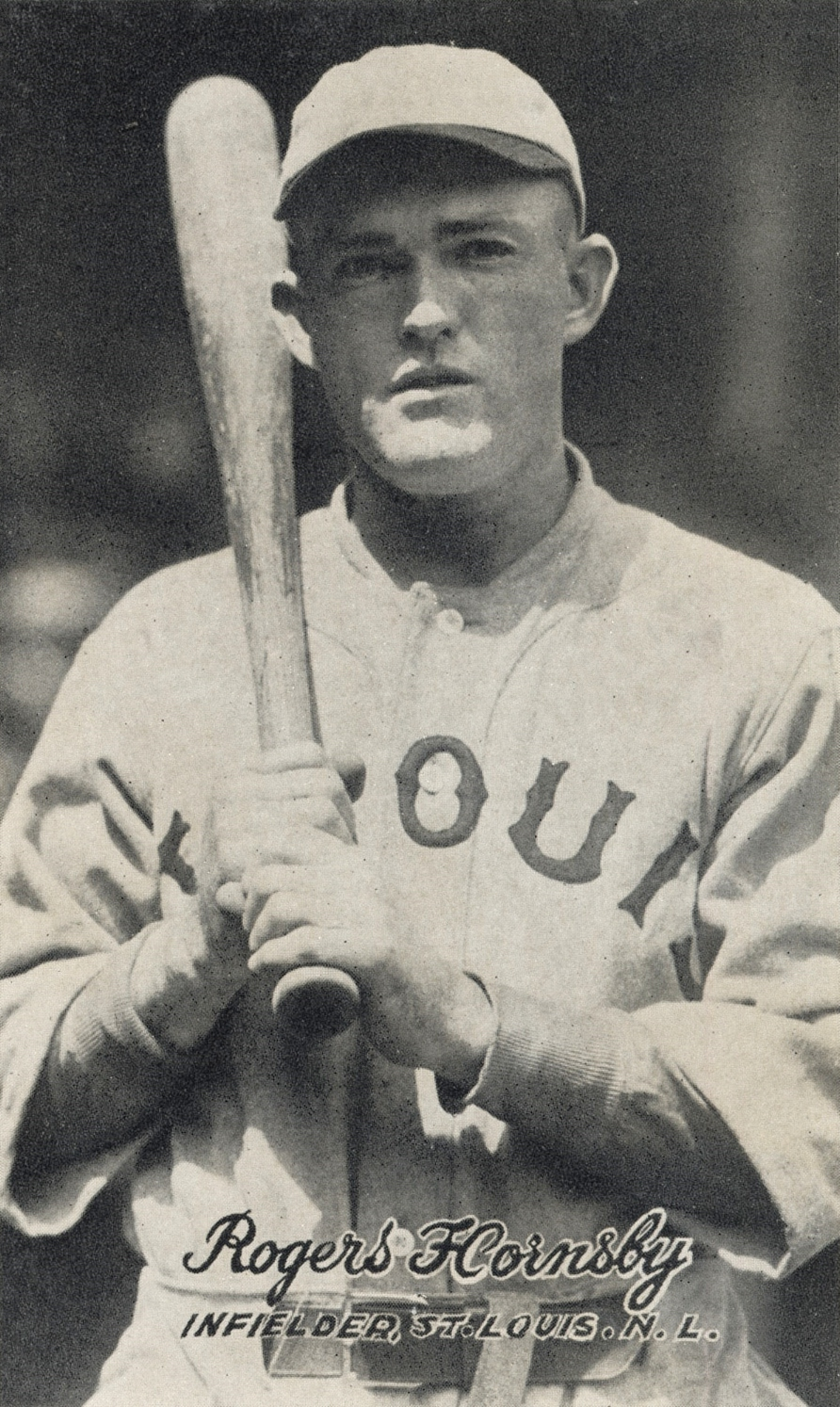
兩次打擊三冠王Rogers Hornsby。

1881年，運動家球場俱樂部(Sportsman's Park andClub)組成了聖路易布朗(Saint Louis Browns)，並加入甫成立的美國協會，這支球隊即是今日紅雀的前身。
美國協會後來在1891年解散，布朗隨即於1892年加入國家聯盟(National League)。1898年魯賓遜兄弟買下了布朗，並將球隊更名為Perfectos(一種雪茄名稱)同時改穿十分醒目的紅色球衣及球襪。
後來一位地方報社的體育記者因聽到一女球迷對這些球員讚嘆：『好可愛的紅雀身影(What a lovely shade of cardinal)』，而在其專欄上使用紅雀(Cardinals)這個暱稱來稱呼球隊，並獲得廣大球迷的迴響。球團便在1900年將球隊改名為聖路易紅雀，同時主球場Sportsman's Park亦更名為聯盟球場(League Park)，這就是紅雀隊名的由來。
紅雀在加入國聯後戰績一直不理想，球團也數度易手，到了1920年，新總裁兼最大股東Sam Breadon決定要有一番作為，他首先賣掉主球場以換取更多資金，並由副總裁兼總經理Branch Rickey在德州成立第一支小聯盟農場球隊，以培植新人。這個策略果然奏效，紅雀在有了資金及新血的挹注下開始振翅高飛，1926年在名將羅傑·宏斯比(Rogers Hornsby)的領軍下，在世界大賽擊敗紐約洋基，贏得隊史上第1個世界冠軍。
30年代紅雀出了位如同慧星般的投手:Dizzy Dean。他最常說的一句話是:「只要做得到，就不算吹牛。」他常做出大膽、目中無人的預測。比方說他曾說他和他那同隊的弟弟能聯手為紅雀帶來45場勝利，最後他一個人獨包30勝，外加弟弟19勝，順利達標。

### 1940年－1970年
1942年的紅雀以全隊球員平均年齡不到27歲的年輕陣容，擊敗強敵洋基，贏得世界冠軍，也被譽為是史上最偉大的球隊之一。
1944年紅雀連續第3年打入世界大賽，但這次美聯的對手是於1902年來到聖路易市的聖路易棕人（Saint Louis Browns，現為巴爾的摩金鶯），由於兩隊共用一個主球場Sportsman's Park，所以這一次的世界大賽全部在同一個球場舉行。兩隊投手在六場比賽中聯手創下了92次三振的紀錄，結果紅雀以4勝2負稱冠。在1942至1946這5年間，紅雀4度飛入世界大賽，奪下3次世界冠軍，堪稱是隊史上最輝煌的一刻。

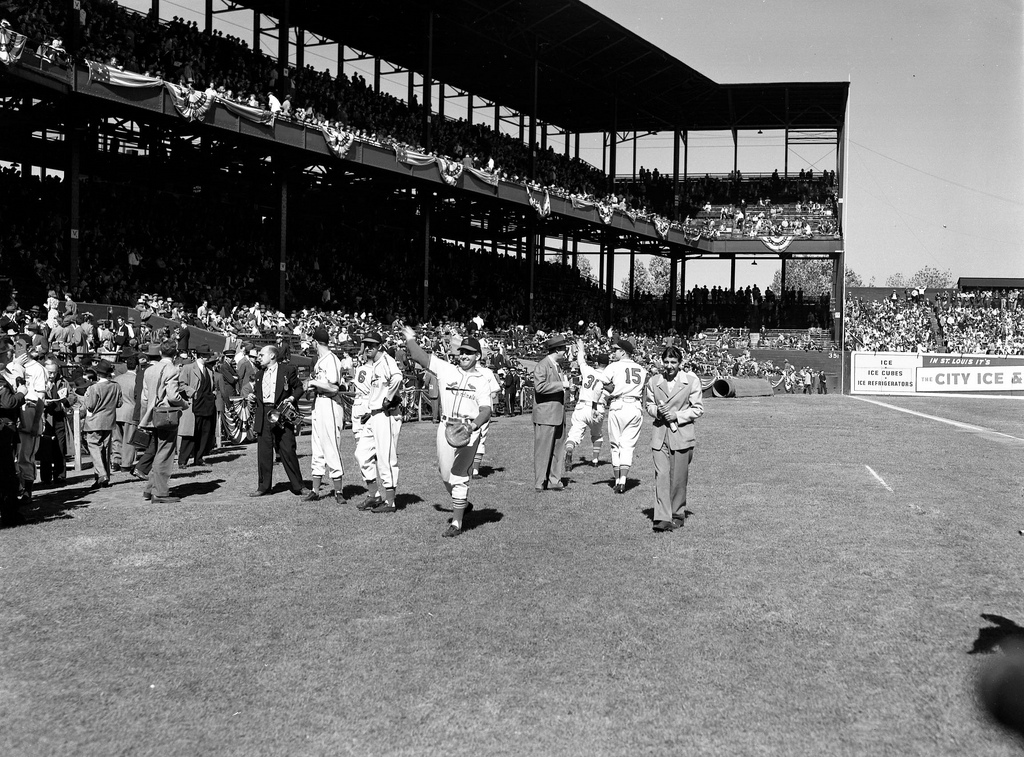
1946年，紅雀隊勇奪隊史第6座世界大賽冠軍。

1952年底，Anheuser-Busch, Inc.(布許啤酒公司，百威啤酒即是其旗下最著名的品牌)買下了紅雀，也同時從棕人手中買下Sportsman's Park球場，並在1953年球季結束後改建為布許球場(Busch Stadium)。棕人移師至巴爾的摩，成為今日的金鶯。布許球場一直使用至1966年才由新的布許紀念球場(Busch Memorial Stadium)所取代。
經過50年代的沉寂，紅雀進入60年代再度高飛，先在1964年世界大賽擊敗洋基，再於1967年打敗波士頓紅襪，名人堂外野手Lou Brock創下在世界大賽中成功盜壘7次的新紀錄。投手鮑伯吉布森(Bob Gibson)榮獲這兩次世界大賽MVP。
1968年世界大賽紅雀遭遇底特律老虎，Lou Brock再度以盜壘7次追平自己的紀錄，賽揚獎投手Bob Gibson則是在第1戰中單場送出17張老K，締造世界大賽紀錄。可惜紅雀以3勝4負不敵老虎。
1970年布許紀念球場換上人工草皮，以迎接70年代的來臨。

### 1970年－1999年
1971年喬·托瑞開始在紅雀展露頭角，以3成63打擊率榮登國聯打擊王，同時當選聯盟MVP。巨投Bob Gibson則在1974年達到三振3000人次的里程碑，是大聯盟史上第2位達到此紀錄的投手。紅雀在這一年還與紐約大都會打了1場25局的比賽，成為大聯盟史上最長的夜間比賽。Bob Gibson於1975年退休，17年職棒生涯均奉獻給紅雀，他在1981年入選大聯盟名人堂。1979年Lou Brock擊出生涯第3000支安打，同時創下938次盜壘的大聯盟紀錄。另外Templeton在同1年以右打100支安打，左打111支安打成為大聯盟史上第1位左右開弓安打均有100支以上的球員。
80年代又是另一個令人雀躍的年代。1982年，Joe McDonald在球季中臨危受命，接替Whitey Hernog執掌兵符，果然使紅雀一飛沖天，第13度飛進世界大賽，以4勝3負擊倒密爾瓦基釀酒人，奪得隊史上第9個世界冠軍(在大聯盟史上僅次於洋基的27次)。
1984年，全隊以220次盜壘創新隊史紀錄，他們也是自1916年聖路易棕人後第1支連續3年盜壘超過200次的大聯盟球隊。
1985年，與同屬密蘇里州的堪薩斯城皇家爭奪世界冠軍，又被稱為『70號州際高速公路大戰』(兩城市均位於70號高速公路上)。紅雀雖然取得3勝1敗聽牌，最後卻苦吞3連敗，把世界大賽冠軍拱手讓人。
1986年，『游擊區的巫師』Ozzie Smith連續七年獲得金手套獎。1987年，以全季3,072,122球迷人次傲視大聯盟各隊，但在世界大賽中以3勝4敗敗於明尼蘇達雙城.。
1988年，全能球員Jose Oquendo成為1918年以來國聯第一位九個防守位置(包含投手)都待過的球員。
1989年，球團老闆August A. Busch Jr.以90高齡過世，為80年代劃下一個悲傷的句點。

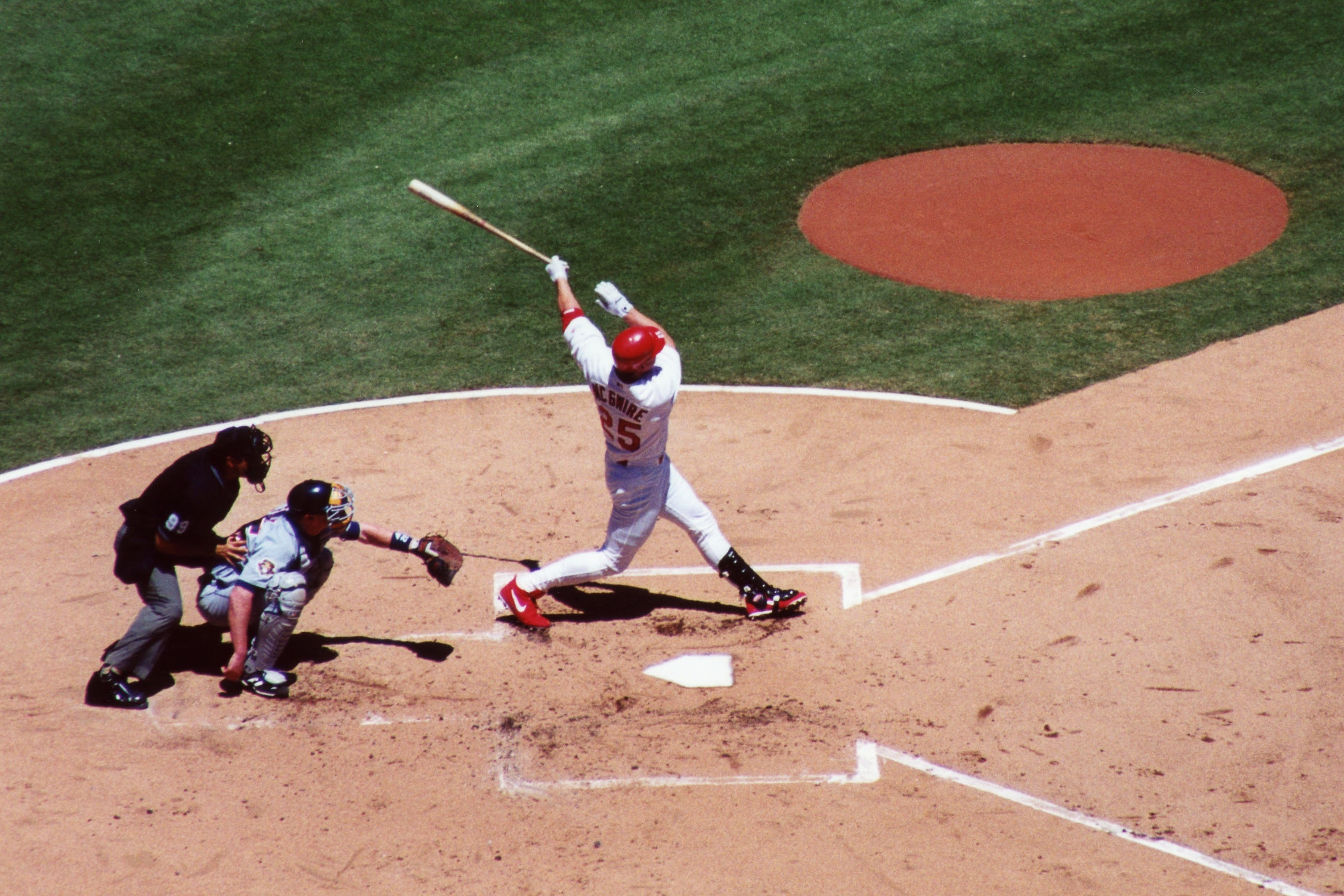
1998年的馬克·麥奎爾。

進入90年代的第一件大事是托瑞在1990年8月被任命為總教頭。紅雀該年卻在國聯東區墊底，為1918年以來最差的1年。
1991年， Ozzie Smith寶刀未老以國聯游擊手最少的8次失誤贏得第12個金手套，紅雀由前年的墊底球隊躍升至分區第2名，但仍與季後賽無緣。
1995年球季結束後，紅雀易主，新東家也請來名教練托尼·拉·魯薩擔任總教頭。布許球場改為天然草皮球場，期望能為紅雀帶來一番新氣象。在1996年紅雀再度打入季後賽，可惜在國聯冠軍賽中被亞特蘭大勇士擊敗。紅雀投手群在本球季中創下1050次三振的隊史紀錄。Ozzie Smith也在這一年宣佈退休，結束19年的職棒生涯，他的一號球衣也同時退休。
1997年，巨炮馬奎爾(Mark McGwire)在7月加入紅雀陣容，為紅雀貢獻了24發全壘打。他單季58支全壘打追平大聯盟右打者的最高紀錄，連續兩年轟出五十支以上的全壘打也是自貝比魯斯以來的第2人。
1998年是任何大聯盟球迷都無法忘懷的1年，馬克·麥奎爾在9月8日擊出第62號全壘打，打破Roger Maris保持了30多年的單季61發全壘打大聯盟記錄。他也是大聯盟史上第一位連續三年擊出50支以上全壘打的球員。1997到1999三年，雖有這些巨炮，但紅雀全隊戰績卻乏善可陳，勝率一直在五成上下徘徊。

### 2000年－2010年

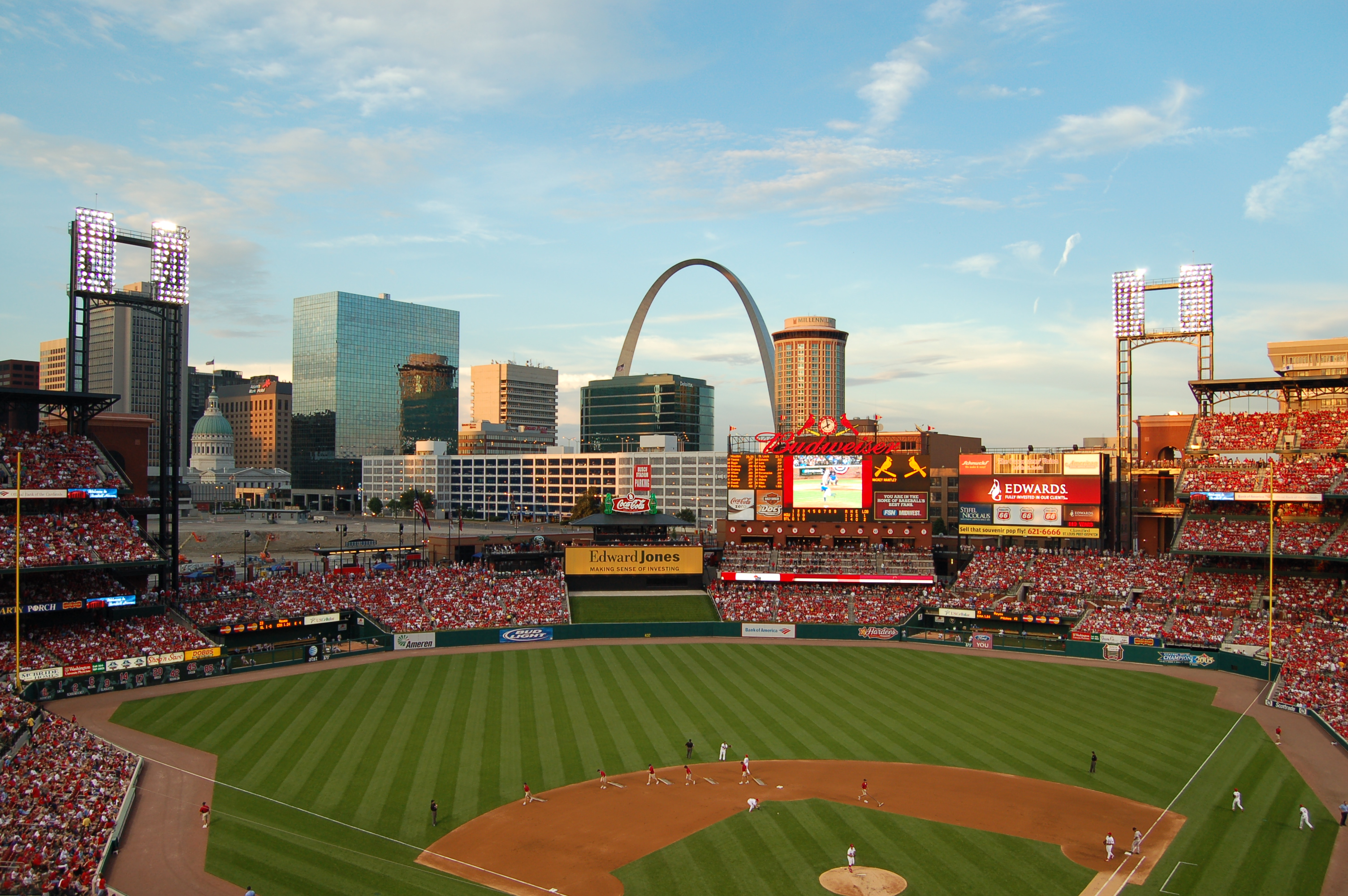
2006年啟用的布希體育場。

2000年球季紅雀終於又登上分區第1名的王座，並與第2名有十場勝差。全隊單季235支全壘打也是隊史新紀錄。紅雀第17度打入季後賽，並在第一輪以直落三打敗勇士，但卻在國聯冠軍賽中被大都會淘汰。
2001年紅雀出現一顆閃耀的明日之星—亞伯特·普荷斯，這位年僅21歲的國聯年度最佳新人擊出37支全壘打，改寫紅雀的新人紀錄，同時以130分打點締造了國聯的菜鳥紀錄。先發投手Matt Morris單季22勝的成績則是紅雀自1970年Bob Gibson(23勝)後第一人。紅雀與太空人在季賽中並列分區冠軍，但在季後賽第一輪不敵亞利桑那響尾蛇。
2002年，紅雀以97勝65負的成績連續第三年在國聯中區稱王，並在季後賽第一輪擊敗響尾蛇，但於國聯冠軍賽中以1勝4敗被舊金山巨人淘汰，仍然無緣敲開世界大賽大門。紅雀教頭拉·魯薩則獲選為年度最佳教練。
2006年紅雀再度擠進世界大賽，並在冠軍賽中擊敗被看好的底特律老虎，再度奪得世界大賽冠軍。當年，小巨人David Eckstein贏得世界大賽最有價值球員獎。新球場布許球場亦在本季末啟用。
2009年紅雀以91勝71敗拿下國聯中區冠軍，在國家聯盟排第三，但在2009年國家聯盟分區賽被國聯戰績第一的洛杉磯道奇直落3淘汰，其中最關鍵的比賽是第2戰，紅雀在第9局下半還以2：1領先，再1個出局數就可以獲得勝利，但是卻因麥特·哈勒戴的守備失誤，讓道奇的打者安全上壘，而接下來的打者擊出連續安打，不但追平比數，還讓道奇反而以3：2擊敗紅雀，使紅雀遭到淘汰。

### 2011年：不死鳥驚奇
8月底，紅雀一度在國聯外卡爭奪戰中，落後當時領先者亞特蘭大勇士10場半勝場，其後一個月間紅雀繳出22勝9負的神奇表現，在常規賽還剩最後一場的情況下追平了勇士。例行賽最終戰紅雀在休士頓太空人的主場8比0完封對手，加上勇士主場在9局上半3比2領先的情況下被費城費城人追平，並在第13局1分逆轉，紅雀從而對勇士一舉完成了不可能之大逆轉搶下國聯季後賽外卡。
2011年國家聯盟分區賽首輪5戰3勝淘汰賽，挑戰大聯盟常規賽戰績第1的費城人，雙方前4場激戰打成2平，第5戰作客費城人主場，兩隊各派出前多倫多藍鳥隊友兼好友同時也是兩位前賽揚獎得主克里斯·卡本特和洛伊·哈勒戴對決，最終前者送出9局完封零保送的幾乎完美表現力助紅雀1比0獲勝，挺進到7戰4勝的2011年國家聯盟冠軍賽，對手是同區冠軍密爾沃基釀酒人。
國聯冠軍賽，經過6場大戰，最終紅雀以4比2戰勝對手，贏得球隊第18個國聯冠軍，飛進2011年世界大賽，在主場迎戰連續第2年闖進世界大賽的美聯冠軍德州遊騎兵。紅雀三壘手大衛·佛里斯以個人首次季後賽11場比賽貢獻4個全壘打、14分打點、.425打擊率的優異表現榮膺國聯季後賽MVP稱號。
2011年世界大賽中，雙方貢獻了充滿戲劇性的7場大戰。兩隊在紅雀主場的前兩場比賽中各下一城，第3場移師遊騎兵主場阿靈頓體育場，雙方打出了一場23分28安打的進攻大戰，結果紅雀以16比7擊敗游騎兵取得2比1的領先，其中Albert Pujols以6打數5支安打，3支本壘打，6分打點平大聯盟世界大賽紀錄的超人表現再次向世人證明了自己的價值。隨後的兩場遊騎兵均在主場獲勝，在7場4勝的系列賽中取得了3比2的領先優勢，再需一場勝利即可獲得創隊50年來的第一個世界大賽獎盃。
至關重要的第6場比賽重新回到紅雀主場布許體育場，雙方演繹了一場大聯盟百年歷史上最百轉千折、跌宕起伏、幾度足以讓人心跳停止的經典比賽，紅雀猶如鳳凰附體一般，數次浴火重生上演了一場史無前例的史詩級大逆轉。整場比賽遊騎兵5度領先，其中在第7局以7比4取得最大3分的領先優勢，甚至在第9、10局兩度以2分優勢領先，並均以2人出局2好球的形勢與冠軍只差一球之遙。
然而上帝最終還是喜歡奇跡，紅雀以第二年新人左外野手Allen Craig在第8節下的一記全壘打吹響了反擊的號角，成為大聯盟歷史上第一支從第9局開始兩度落後2分卻成功扳平，並從第8局開始連續4局都有得分的球隊。其中在9下2人出局一二壘有人2好1壞的情況下，剛剛獲得國聯季後賽MVP稱號的神奇小子大衛·佛里斯以一記神奇的2分打點三壘安打一舉將比賽帶入了延長賽。
雖然延長賽第10局剛開始，遊騎兵明星球員Josh Hamilton就以一記2分砲將剛剛重生的紅雀重新送回地獄的大門口。但是第10局下半，紅雀前兩名打者連續擊出安打上壘，最終憑借替補二壘手Rayn Theriot的內場犧牲打，以及整場表現出眾的明星右外野手Lance Berkman的一壘安打將比分奇跡般再次扳平。第11局下半，驚喜製造者佛里斯再次以一記再見全壘打，終結了這一場注定將被載入史冊，堪稱奇跡的經典比賽。
接下來決定命運的第7場大戰，紅雀曾一度在開賽2分落後，然而經歷了第6場數次與勝利擦肩而過的遊騎兵在1局下半被David Freese以一記2分打點二壘安打將比分扳平後再也無力前進一步，最後讓紅雀以6比2再次上演逆轉好戲，在新世紀的第11個年頭成功奪得建隊129年以來的第11個世界大賽冠軍，為這一個充滿神奇的賽季畫上了一個完美的句號。
David Freese延續其之前優異表現，以全部7場比賽貢獻1支本壘打、7分打點、3成48打擊率的成績榮膺個人首個世界大賽MVP稱號，成為史上第6個在同一個季後賽囊括聯盟大賽和世界大賽MVP稱號的選手，同時他以18場比賽貢獻21分打點的總成績創造了大聯盟季後賽歷史的新紀錄。
10月31日，即拿下世界大賽冠軍後第3天，托尼·拉·魯薩宣布退休，教練生涯2728勝為大聯盟史上第3多勝場數的總教練，僅次於Connie Mack(3731勝)與John McGraw(2763勝)，11月14日Mike Matheny於11月14日升任為紅雀隊未來的新總教練。執掌兵符第一年以88勝74敗成績結束季賽，在2012年在國聯外卡以6：3打贏亞特蘭大勇士，挺進到國聯冠軍賽，面對舊金山巨人紅雀一度在系列賽取得3勝1敗聽牌，卻被巨人賞了記3連敗，衛冕夢碎。

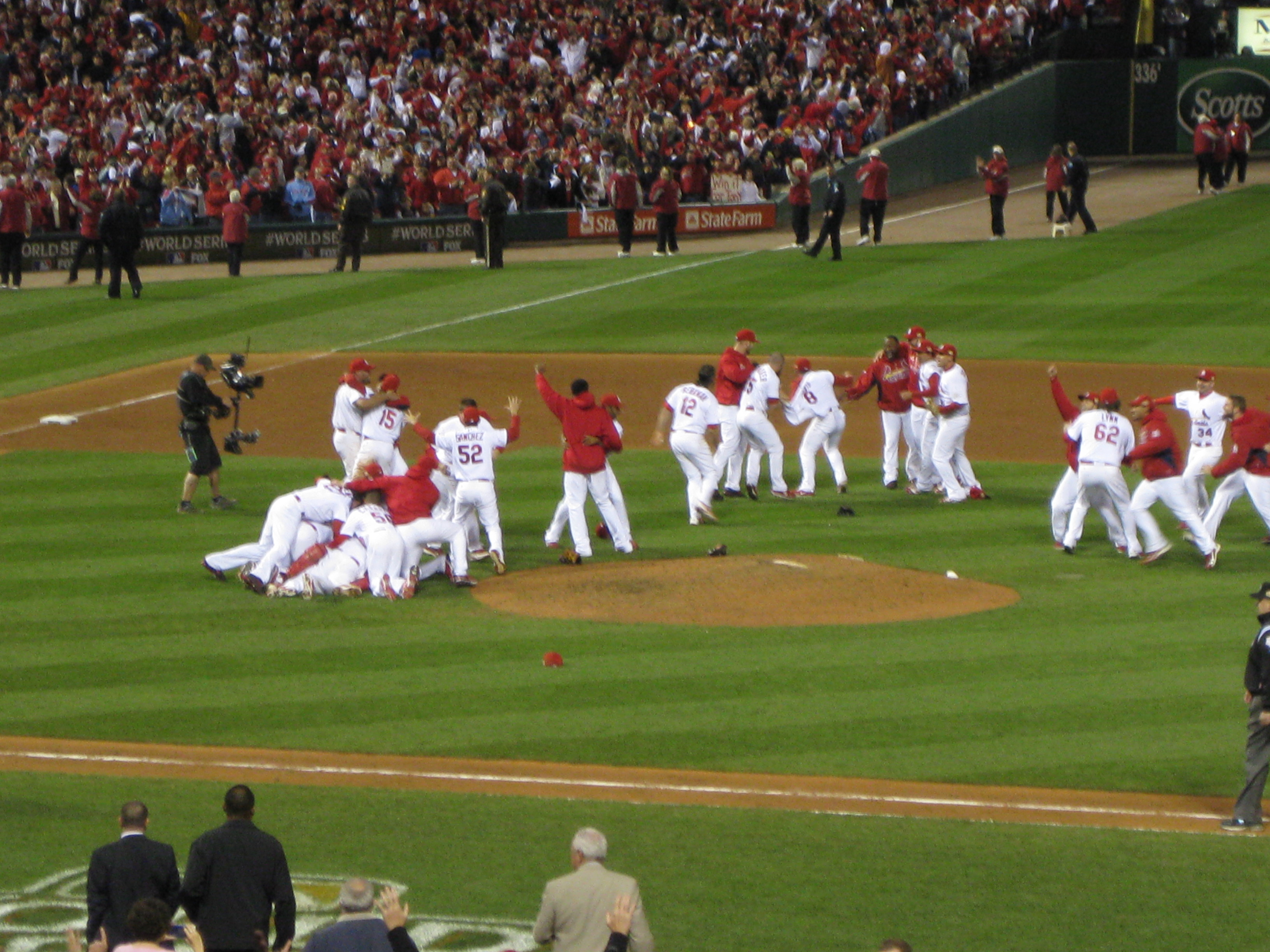
2011年，紅雀隊奪下了隊史第11座世界大賽冠軍。

### 2013年
2013年球季紅雀以97勝65敗成績拿下國聯中區冠軍，和在國家聯盟外卡驟死戰洗劫辛辛那提紅人的匹茲堡海盜進行5戰3勝制的國家聯盟分區賽。最後在1勝2敗逆境下連贏2場淘汰今年球季的大黑馬海盜，連續3年飛進國家聯盟冠軍賽，將在美國時間10月12日繼續在主場迎戰國聯西區冠軍洛杉磯道奇。最終順利以4勝2敗淘汰道奇，這也是紅雀近3年以來第2度飛進世界大賽，將和美聯冠軍波士頓紅襪爭奪今年2013年世界大賽。最終以2勝4敗不敵紅襪，無緣世界大賽冠軍。
雖然這個球季無法再創高峰，紅雀卻出了個大驚奇:Michael Wacha。Wacha在今年的季後賽大放異彩，先是在海盜主場奪勝幫助紅雀逃過一死，然後在國聯冠軍戰當中2度打敗Clayton Kershaw，並在世界大賽第2戰扳平戰況。雖然第6戰因為他的崩盤導致憤怒鳥無緣世界大賽，但這位超級新秀已然帶給球隊無限希望。

### 2014年
今年對憤怒鳥而言是個辛苦的一年，除了去年的海盜和紅人，連釀酒人也來加入角逐國聯中區龍頭的行列。然而釀酒人在球季尾聲陷入亂流，紅人也早被甩掉，海盜則是堅持到倒數第2戰，被紅人打出再見滿貫全壘打。雖然同一天紅雀也輸，但就算海盜最後仍能和紅雀並列國聯中區第一，按照例行賽交手戰績來看，還是紅雀勝出。因此憤怒鳥拿到了第10個國聯中區冠軍，將外卡送給辛苦一整季的海盜。
NLDS，紅雀3勝1敗淘汰掉去年國聯冠軍戰對手洛杉磯道奇，連4年飛進NLCS，對手是同樣以3勝1敗淘汰掉國聯頭號種子華盛頓國民，而且在2年前NLCS打敗過紅雀的舊金山巨人。最終1:4遭到淘汰。

### 2015年
今年小熊崛起，海盜持續威脅，更糟糕的是，Adam Wainwright缺席大半球季，但紅雀表現依然強穩，還率先奪下今年第一張季後賽門票。
台灣時間9月30日，紅雀海盜雙重賽，原被評估整季泡湯的Adam Wainwright在午場登板，後援一局掉1分1K，可惜紅雀受制於Gerrit Cole，無法在午場噴香檳。但晚場的比賽，憤怒鳥把握機會，以11:1痛宰海盜，完成國聯中區3連霸。
NLDS，紅雀以1：3輸給小熊，中斷連續四年國聯冠軍戰。

### 2018年
紅雀開除總教練Mike Matheny、打擊教練John Mabry與助理打擊教練Bill Mueller，而板凳教練Mike Shildt將暫代總教練一職，之後球隊戰績感覺脫胎換骨般，Mike Shildt也正式真除與球隊簽下3年合約。
在美國時間9月14和15號，面對洛杉磯道奇隊時被Yasiel Puig分別敲出雙響以及三響砲，歷史留名，也因此丟掉了外卡門票。

### 2019年
紅雀於國聯中區苦苦無法甩開小熊追趕，但作客芝加哥系列賽四戰，戲劇性地都以一分之差橫掃，成功晉級季後賽；紅雀在過去三季未能晉級季後賽之後，成功捲土重來，球季最後一戰紅雀不想重蹈去年小熊跟釀酒人的覆轍，以9:0戰勝世仇小熊，相隔五年再度拿到國聯中區冠軍，與亞特蘭大勇士在國聯分區賽交手。
紅雀國聯分區戰G1客場迎戰勇士，6局打完還以2分落後，沒想到紅雀在8局展開攻勢，葛施密特（Paul Goldsmichdt）生涯9場季後賽第5轟幫助球隊追平比數，9局歐祖納（Marcell Ozuna）、王克頓（Kelton Wong）接連的2分打點車布邊二壘安打下4分，並擋下該局下半勇士的全壘打攻勢，終場7比6驚險獲勝。
紅雀與勇士的分區系列賽第一戰打出大分，第二戰風格一轉，勇士先發投手佛提奈維奇（Mike Foltynewicz）七局無失分，加上杜沃（Adam Duvall）一發代打兩分砲，終場紅雀0：3遭完封，戰績被扳平為一勝一敗。紅雀先發投手弗列爾提（Jack Flaherty）下半季16場先發拿下7勝2敗、防禦率0.93，今天送出八次三振，但也被敲出八支安打，有一次保送，丟掉三分承擔敗投。
國聯分區系列賽，紅雀與勇士之戰，雙方先發投手形成投手戰，結果紅雀終結者C.馬丁尼茲（Carlos Martinez）上場放火單局掉3分，終場紅雀以1：3遭到逆轉敗給勇士，系列賽1勝2敗劣勢。
只要再輸一場就要放寒假，紅雀7日在主場和勇士鏖戰到延長賽，靠著捕手莫里納（Yadier Molina）的再見高飛犧牲打5：4氣走勇士，兩隊在5戰3勝的分區系列賽戰成平手，將在第5戰決定誰能晉級國聯冠軍賽。
國聯分區系列戰G5勇士10日主場迎戰紅雀，在這場一戰定生死的比賽，勇士首局上各種荒腔走板演出，讓紅雀在沒有敲出全壘打的情況下海灌10分，早早奠定比賽勝基，終場紅雀就以13比1大勝，相隔5年再闖國聯冠軍戰。
國聯冠軍戰今天正式開打，盡管紅雀先發投手米柯拉斯（Miles Mikolas）主投6局被敲7安，丟掉1分自責分，有7次三振2次保送，但華盛頓國民先發投手桑契茲(Anibal Sanchez)威風八面，前7.2局沒有被聖路易紅雀打者擊出任何安打，一直到8局下才遭代打上場的馬丁尼茲(Jose Martinez)敲安破功，但球隊以0比2落敗，系列賽陷入落後。
經過昨天桑契斯（Anibal Sanchez）7.2局無安打後，紅雀國聯冠軍賽G2又經歷一場惡夢，薛澤（Max Scherzer）也繳出6局無安打，2人6年前在老虎就曾經有過一次，今年再次繳出G1、G2 5局無安打，成就歷史紀錄，終場國民以3比1取得系列賽2勝0敗優勢。
國聯冠軍系列賽第三戰，輸球就被聽牌的紅雀僅靠著七局上出現三支安打而得到唯一的分數，由於這一分是因國民左外野手傳球失誤，所以不是先發投手的責任失分，紅雀終場1：8敗給國民，在國聯冠軍賽3敗被聽牌。
已經國聯冠軍系列賽0：3落後的紅雀，第四戰1局下被國民單局擊出6支安打攻下7分，紅雀先發投手杭森（Dakota Hudson）僅投0.1局就退場。反觀國民先發投手柯賓（Patrick Corbin）5局投球狂飆12K，4局上挨了莫里納（Yadier Molina）1發陽春砲才失分，紅雀也無力回天，終場4：7敗給國民遭到橫掃。

### 2020年
紅雀對教士外卡首戰以7:4奪勝，但第2戰被教士打出5支全壘打以9：11敗給教士，扳平系列戰。第三戰又遭到教士以4:0完封，遺憾出局。

### 2021年
16連勝的紅雀今天回到主場面對釀酒人，老妖怪Wainwright雖然一開始先丟兩分，但是之後馬上回穩主投六局就只失兩分，打線也在四局下半開始反攻全場敲出三發全壘打，終場紅雀就以6：2擊敗釀酒人，確定奪下國聯第二張外卡，同時17連勝繼續更新隊史紀錄，也是繼1935年小熊的21連勝後大聯盟球隊在9月的最長連勝，成為國聯第五支確定季後賽席次球隊。國聯外卡戰面對衛冕軍洛杉磯道奇，最終9局下被Chris Taylor轟出再見兩分砲結束今年賽季。
10月14日，紅雀隊開除了總教練Mike Shildt，高層表示球隊與教練團雙方的理念、贏球哲學出現了分歧。

### 2022年：莫里納和普荷斯兩位傳奇謝幕
7月3日，對戰費城費城人的比賽，首局面對費城先發投手凱爾·吉卜森，三壘手諾蘭·阿里納多，率先擊出2分砲，幫助球隊先馳得點，後續的3位打者諾蘭·高爾曼、胡安·耶培茲、迪蘭·卡爾森也紛紛開轟，上演罕見的back-to-back-to-back-to-back（連續4位打者開轟）壯舉，這是大聯盟史上第11次，也是紅雀隊史首次。
9局下老將莫里納（Yadier Molina）奮力一搏，2出局後紅雀隊迪克森（Corey Dickerson）的安打讓攻勢延續，莫里納本場前3打數槓龜，在關鍵時刻敲出安打，因換代跑退場時，主場球迷鼓掌向他致意，然而一、三壘有人的局面，紅雀還是無法得分，最終以二連敗結束賽季。

## 棒球名人堂球員
- 格羅佛·克里夫蘭·亞歷山大
- Walter Alston
- 傑克·貝克利
- 吉姆·巴頓里
- 羅傑·布瑞斯納罕
- 盧·布羅克
- 摩德凱·布朗
- 傑西·柏基特
- 史提夫·卡爾頓
- 奧蘭多·塞佩沙
- 羅傑·康納
- 迪齊·汀恩
- 里歐·德羅許爾
- 丹尼斯·艾克斯利
- 法蘭基·弗里許
- 普德·蓋爾文
- 鮑勃·吉布森
- 柏雷·葛萊姆斯
- 齊克·哈菲

- 傑西·海恩斯
- 羅傑·霍斯比
- 米勒·哈金斯
- 瑞比·馬蘭維爾
- 約翰·麥格勞
- 喬·梅德威克
- 強尼·麥茲
- 斯坦·穆休
- 基德·尼可斯
- Wilbert Robinson
- 瑞德·薛恩汀斯特
- 伊諾斯·史勞特
- 奧齊·史密斯
- 布魯斯·蘇特
- 達齊·凡斯
- 鮑比·華萊士
- Hoyt Wilhelm
- 維克·威利斯
- 賽·揚

## 退休號碼
| 羅傑·霍斯比 2B，總教練 1937 | 奧齊·史密斯 SS 1996 | 瑞德·薛恩汀斯特 2B，教練，總教練 1996 | 斯坦·穆休 OF，1B，GM 1963 | 伊諾斯·史勞特 RF 1996 |

| 托尼·拉·魯薩 總教練 2012 | 肯·波耶 3B，教練，總教練 1984 | 迪齊·汀恩 SP 1974 | 盧·布羅克 LF，教練 1979 | 懷堤·赫佐格 總教練，GM 2010 |

| 布魯斯·蘇特 RP 2006 | 傑基·羅賓森 2B 1997 | 鮑伯·吉布森 SP，教練 1975 | 格西·布希 球隊總裁 1984 | 傑克．巴克 紅雀隊主播 2002 |

1. ↑  羅傑·霍斯比在紅雀隊的大部分時間，大聯盟球隊是不使用背號的。他後來曾短暫穿過4號和6號兩件球衣，不過因為其退休前幾年是在聖路易布朗度過的，所以當羅傑·霍斯比退休時紅雀隊的4號和6號兩件球衣都被人使用著，因此球隊最後懸掛的球衣上只有名字而沒有背號。
2. ↑  1997年起，大聯盟所有球隊退休此背號

## 競爭對手
- 芝加哥小熊（百年世仇）
- 堪薩斯城皇家（跨聯盟）

## 附屬小聯盟球隊
- 3A：孟菲斯红鸟 (Memphis Redbirds), 太平洋岸联盟 (Pacific Coast League)
- 2A：春田红雀 (Springfield Cardinals), 德克薩斯联盟 (Texas League)
- 高級1A：皮歐利亞酋長 (Palm Beach Cardinals), 佛羅里達联盟 (Florida State League)
- 1A：棕櫚灘紅雀 (Quad City Swing), 中西部联盟 (Midwest League)
- 新人聯盟：佛羅里達紅雀 (FCL Cardinals), 阿帕拉契联盟 (Appalachian League)
- 新人聯盟：DSL红雀 (DSL Cardinals),多明尼加夏季聯盟 (Dominican Summer League)

## 外部連結
- 聖路易紅雀官方網站 （页面存档备份，存于）（英文）
- 聖路易紅雀的Facebook專頁
- 聖路易紅雀的Instagram帳戶
- 聖路易紅雀的X（前Twitter）
- YouTube上的聖路易紅雀頻道

| 獎項 | 獎項                                                                | 獎項 |
| --- | ------------------------------------------------------------------- | --- |
| 前任： 匹茲堡海盜 費城運動家 紐約巨人 紐約洋基 底特律老虎 洛杉磯道奇 巴爾的摩金鶯 洛杉磯道奇 芝加哥白襪 舊金山巨人 | 世界大赛冠军 1926 1931 1934 1942 1944 1946 1964 1967 1982 2006 2011 | 繼任： 紐約洋基 底特律老虎 紐約洋基 底特律老虎 紐約洋基 洛杉磯道奇 底特律老虎 巴爾的摩金鶯 波士頓紅襪 舊金山巨人 |